# Đóng (phép toán)
Một tập hợp được gọi là đóng với một phép toán nếu việc thực hiện phép toán này trên các phần tử của tập hợp này luôn luôn có kết quả là một phần tử của chính tập hợp nói trên. Ví dụ, các số nguyên dương là đóng đối với phép cộng, nhưng không đóng đối với phép trừ: {\displaystyle 1-2} không phải là số nguyên dương mặc dù 1 và 2 đều là số nguyên dương. Một ví dụ khác là tập chỉ chứa số không, là đóng với phép cộng, phép trừ và phép nhân (vì {\displaystyle 0+0=0}, {\displaystyle 0-0=0}, và {\displaystyle 0\times {0}=0}).
Tương tự, một tập hợp được cho là đóng với một tập hợp các phép toán nếu nó là đóng với từng phép toán riêng lẻ.